# Гомон Олексій Олександрович
Олексій Олександрович Го́мон (нар. 4 квітня 1938, Макарівка — пом. 28 серпня 2003, Київ) — український артист балету, балетмейстер і педагог. Народний артист УРСР з 1979 року.

## Біографія

Могила Олексія Гомона, Байкове кладовище

Народився 4 квітня 1938 року в селі Макарівці (нині Ніжинський район Чернігівської області, Україна). 1957 року закінчив Київське хореографічне училище, де навчався у Галини Березової, Павла Вірського; у 1969 році — Київський інститут театрального мистецтва, де навчався у Івана Корнієнка, Володимира Скляренка.
Упродовж 1958—1976 років — соліст і балетмейстер Державного заслуженого ансамблю танцю УРСР, одночасно у 1971—1973 роках — соліст балету Українського гастрольно-концертного об'єднання.
У 1976—1980 роках — художній керівник і головний балетмейстер Державного заслуженого ансамблю пісні і танцю «Донбас» у Донецьку; у 1980—2003 роках — головний балетмейстер Національного заслуженого українського народного хору імені Григорія Верьовки, у складі якого гастролював у багатьох країнах світу, одночасно протягом 1993—1997 років — куратор вокально-хореографічної школи, створеної при хорі.
Одночасно із творчою діяльністю займався педагогічною, зокрема у 1986—1992 роках завідував кафедрою сценічного руху Київського інституту театрального мистецтва; у 1996—2003 роках — завідував кафедрою хореографії Національного педагогічного університету.
Помер у 65-річному віці у Києві 28 серпня 2003 року. Похований на Байковому кладовищі (ділянка № 49б, 50°25′2.82″ пн. ш. 30°30′3.49″ сх. д. / 50.4174500° пн. ш. 30.5009694° сх. д.).

## Творчість
Поставив:
- вокально-хореографічні сюїти:
  - «Вас вітає Україна» на музику Ігоря Іващенка;
  - «Шахтарська святкова» на музику Олесандра Литвинова;
  - «Дзвони Хатині» на музику Євгена Досенка;
  - «Побратими» на музику Ігоря Шамо;
- хореографічний триптих «Світанок у Карпатах» на музику Олександра Литвинова та Євгена Досенка;
- хореографічні композиції у Державному ансамблі пісні і танцю «Донбас»:
  - «Шахтарські жарти», «Молодіжний козачок», «Сільські музики» на музику Ігоря Іващенка;
  - «Шахтарочка» на музику Ігоря Шамо;
- вокально-хореографічні композиції у Національному хорі України імені Григорія Верьовки:
  - «Над широким Дніпром» на музику Анатолія Авдієвського;
  - «Дзвенить піснями Україна», «Від щирого серця» на музику Євгена Станковича;
  - «Добрий вечір, щедрий вечір», «Святкова сюїта» на музику Олександра Литвинова;
  - «Золоті ворота», «Про що верба плаче» на музику Ігоря Іващенка;
- танці на основі національного фольклору, зокрема: «Голос», «Козачок», «Голубоньки» та інші.

Був виконавцем сольних партій Козака («Хміль», «Про що верба плаче»), Козака Миколи («Повзунець»), Пастушки («Подоляночка»).
Брав участь у постановках:
- опери «Милана» Георгія Майбороди (1957, Київський театр опери та балету імені Тараса Шевченка);
- драми «Свіччине весілля» Івана Кочерги (1960, Київський український драматичний театр імені Івана Франка);
- програми «Вас вітає Україна» (1987, «Балет на льоду»).

Співавтор державних культурно-мистецьких заходів, міжнародних програм в Україні та за кордоном.